# Vittoria Frangipane della Tolfa
Vittoria Frangipane della Tolfa (también conocida como Vittoria Frangipane, o de casada, Vittoria Orsini) (-Roma, después de 1583) fue una noble romana conocida por su faceta de donante a instituciones religiosas como el Colegio Romano.

## Biografía
Fue hija del noble romano Ludovico Frangipani della Tolfa (-1539), señor de Serino e Elisabetta Carafa. Su madre era hermana del pontífice Paulo IV, ambos de una noble familia napolitana. Por parte paterna, pertenecía a una familia noble oriunda de Roma.
Fue la segunda mujer de Camillo Pardo Orsini, conde de Manoppello. Camillo fue un condotiero italiano de la rama napolitana de la ilustre familia. Además, llegó a desempeñar el cargo de gran justiciero del reino de Nápoles (Gran giustiziere del regno di Napoli).
Su marido falleció en 1553 y dejó en su testamento una serie de obligaciones relativas a diversas donaciones a entidades religiosas. En cumplimiento del testamento de su difunto marido, Vittoria intentó fundar un convento de religiosas clarisas bajo la advocación de la Virgen María en su Anunciación. La iglesia del convento llegó a comenzar a construirse desde 1555. Finalmente, la muerte del tío de Vittoria, Paulo IV frustró la fundación del convento. Su sucesor, Pío IV, medió para que las obligaciones del testamento de Camillo Pardo Orsini fueran realizadas a favor del Colegio Romano de la Compañía de Jesús.

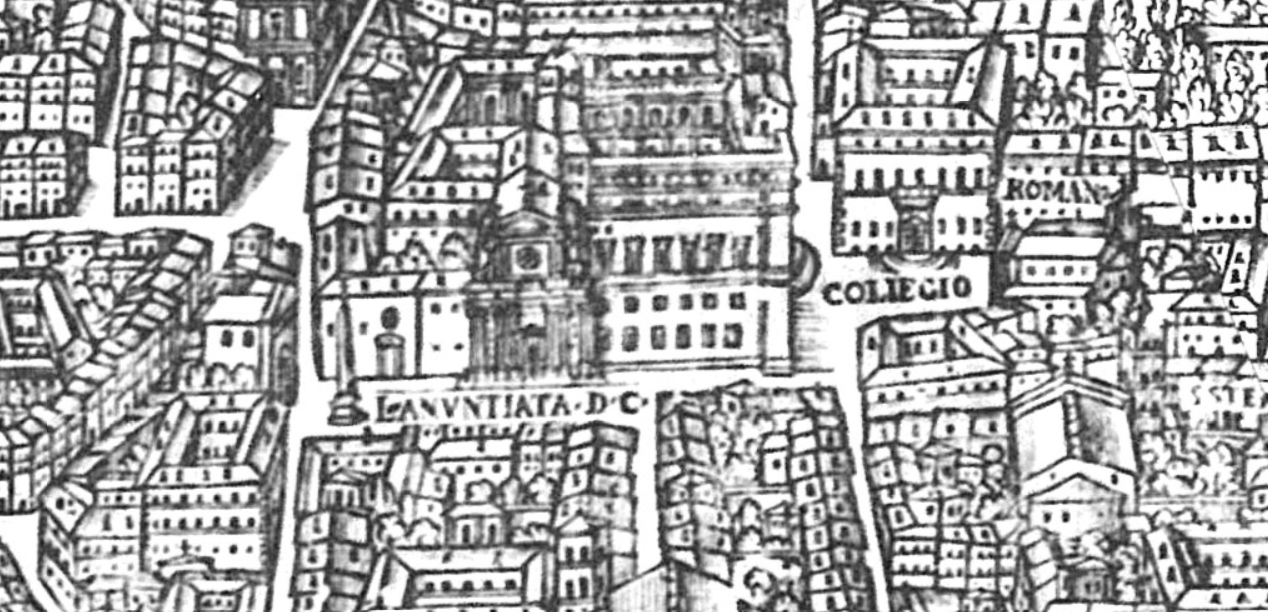
La iglesia de la Anunciación en el Colegio Romano, fundada por Vittoria.

Esta donación llevaría a que la iglesia comenzada para el convento se finalizase y fuese destinada iglesia del Colegio Romano. La iglesia acabaría siendo demolida para dejar espacio para la nueva iglesia del Colegio Romano, dedicada a San Ignacio. En esta nueva iglesia la memoria de Vittoria en una inscripción pétrea sobre la puerta de la sacristía.
Fue enterrada en la basílica de Santa María en Aracoeli en Roma, junto a su marido. En su tumba se dispone un monumento funerario que incorpora un busto de Vittoria.